# قفس‌گذاری ماهی تن
قفس‌گذاری ماهی تن (به انگلیسی: Tuna penning) روشی است که در آبزی‌پروری دریایی استفاده می‌شود، که در آن ماهی تن کوچک‌تر در ساحل صید شده و به محوطه‌های بزرگ و درون آب منتقل می‌شود. قفس‌ها معمولاً در آب‌های نسبتاً کم‌عمق مناطق سرپناه مانند خلیج‌ها یا خلیج‌ها قرار دارند. قفس‌گذاری ماهی تن عمدتاً برای ماهی تن باله‌آبی اقیانوس اطلس، یک سهام بسیار سودآور برای بازار جهانی ماهی استفاده می‌شود. ماهی تن صیدشده برای قفس‌گذاری معمولاً بین ماه مه و ژوئیه توسط کشتی‌های تور ایستاده صید می‌شود و سپس به قفس‌ها منتقل می‌شود، جایی که تا اکتبر تا ژانویه پروار می‌شوند و سپس منجمد می‌شوند و به بیرون ارسال می‌شوند. در حالی که ماهی تن در قفس‌ها به‌طور عمده با ماهی‌های تازه مانند ساردین، ماهی مرکب و ماهی خال‌مخالی تغذیه می‌شود. در دهه گذشته، پرورش ماهی تن به بخش بزرگی در صنعت آبزی‌پروری ماهی تبدیل شده‌است و عمدتاً در دریای مدیترانه انجام می‌شود. در سال ۲۰۱۰، ماهی تن باله‌آبی ۸ درصد از صادرات جهانی ماهی را تشکیل می‌داد که بیشتر آن به ژاپن ارسال شد. پرورش ماهی تن توسط کمیسیون بین‌المللی حفاظت از ماهی تن اقیانوس اطلس (ICCAT) تنظیم می‌شود و هر مزرعه موظف است هم تعداد ماهی تن خود و هم ظرفیت کل مزرعه را ثبت کند.

## جغرافیا
تولید انبوه ماهی تن در دهه ۱۹۸۰ در سواحل کانادا آغاز شد. در دهه ۱۹۹۰، این شیوه به اسپانیا منتقل شد و به سرعت در سراسر مدیترانه گسترش یافت. در مدیترانه، تولیدکنندگان اصلی ایتالیا، مالت و اسپانیا هستند. سایر مکان‌های پرورش ماهی تن شامل ترکیه، کرواسی، قبرس، یونان، تونس و لیبی است. طبق سرشماری سال ۲۰۱۰، بیش از ۶۰ مزرعه پرورش ماهی تن در مدیترانه وجود دارد که ظرفیت کل آنها نزدیک به ۶۱۰۰۰ تن ماهی تن است. 